# Glasgow (Delaware)
Pour les articles homonymes, voir Glasgow.
Glasgow est une census-designated place du comté de New Castle, dans l’État du Delaware, aux États-Unis. 
Glasgow n’est pas incorporée.

## Démographie
| 2000   | 2010   | - | - | - | - |
| ------ | ------ | - | - | - | - |
| 12 840 | 14 303 | - | - | - | - |

Sa population s’élevait à 14 303 habitants lors du recensement de 2010.

## Source
- (en) Cet article est partiellement ou en totalité issu de l’article de Wikipédia en anglais intitulé « Glasgow, Delaware » (voir la liste des auteurs).

1. ↑  (en) « Statistiques des États-Unis - Dakota du nord - Profils des comtés de 2010 » (consulté en juillet 2021)